# Eremophila reticulata
Eremophila reticulata är en flenörtsväxtart som beskrevs av Chinnock. Eremophila reticulata ingår i släktet Eremophila och familjen flenörtsväxter. Inga underarter finns listade i Catalogue of Life.